# Quasineutralität
Die Quasineutralität ist eine der grundlegenden Eigenschaften physikalischer Plasmen. Sie besagt, dass die Dichten von positiven und negativen Ladungen in einem Plasma ungefähr gleich groß sind. Der Begriff wurde erstmals von dem Physiker Irving Langmuir 1929 verwendet .
Ein Plasma ist ein Gas, dessen Atome oder Moleküle durch Ionisation teilweise oder vollständig ihre Elektronen verloren haben. Die Elektronen sind dann nicht mehr an die Atome oder Moleküle gebunden, sondern von ihnen befreit. Die negativen Ladungen liegen in einem Plasma in Form von Elektronen vor und in bestimmten Fällen, die u. a. von der Art des Gases abhängen, auch in Form von negativen Ionen, während die positiven Ladungen in Form positiver Ionen vorliegen.

## Definition
Quasineutralität liegt vor, wenn
{\displaystyle \left|\sum _{i}(Z_{i}\cdot n_{i})-n_{e}\right|\ll n_{e}.}
Dabei ist
- {\displaystyle Z_{i}} die Ladungszahl der i-ten, hier positiv geladenen Ionensorte
- {\displaystyle n_{i}} die Dichte der i-ten, hier positiv geladenen Ionensorte (die Summe wird über alle Ionenarten gebildet)
- {\displaystyle n_{e}} die Dichte der freien Elektronen.

Um die Ladungsdichten in Coulomb pro Volumen zu erhalten, müssen – streng genommen – beide Seiten der Gleichung noch jeweils mit der Elementarladung {\displaystyle e} multipliziert werden.
In extremen Fällen, in denen die Dichte der negativen Ionen nicht mehr gegenüber der Dichte der positiven Ionen vernachlässigt werden kann, muss sie ebenfalls in der Gleichung berücksichtigt werden:
{\displaystyle \sum _{i}(Z_{i}\cdot n_{i})\approx n_{e}.}
Diese Formulierung wird auch als Plasmanäherung bezeichnet.

## Verletzung durch elektrische Felder
Elektrische Felder können die Neutralität eines Plasmas lokal stören, z. B. in der Nähe der Plasma-Randschicht oder in Plasma-Doppelschichten. Durch die dadurch erfolgte Trennung von positiven und negativen Ladungsträgern entstehen elektrische Spannungen. In einem quasineutralen Plasma ist die Neutralität nur über Bereiche gegeben, die groß gegenüber der Debye-Länge sind. Bei Plasmen in Gasentladungsröhren und in Tokamaks liegt diese typischerweise im Bereich von 0,1 bis 1 mm, im Sonnenwind etwa in der Größenordnung von 10 m und im interstellaren Medium von 10 km. In Plasma-Doppelschichten, die sich zwischen Plasmen unterschiedlichen Typs bilden – wie zwischen der Magnetosphäre und der Ionosphäre der Erde – und die sich im Weltall über große Entfernungen erstrecken können (es wurden schon Ausdehnungen von über 5000 Lichtjahren beobachtet im Jet der Galaxie M87), wird die Neutralität typischerweise verletzt über Abstände vom Zehnfachen der Debyelänge.
Daneben gibt es auch geladene Plasmen wie z. B. in den geladenen Teilchenstrahlen von Teilchenbeschleunigern oder in Ionenfallen.

## Weiterführendes
- Quasi-neutrality auf plasma-universe.com (engl.)
- Ulrich Stroth: Plasmaphysik. 1. Auflage. Vieweg+Teubner, Wiesbaden 2011, ISBN 978-3-8348-1615-3.